# 岡野賢二
岡野 賢二（おかの けんじ、1966年9月- ）は、日本の言語学者。専門はビルマ語学。
東京外国語大学総合国際学研究院（言語文化部門・言語研究系）教授。

## 経歴
1992年大阪外国語大学外国語学部ビルマ語学科卒業、2000年から2002年までヤンゴン大学に留学、2007年東京外国語大学大学院地域文化研究科博士後期課程単位取得退学。東京外国語大学非常勤講師等を経て、2008年4月より東京外国語大学外国語学部准教授、2009年、大学院重点化により配置換え、現職。

## 著書
- 『現代ビルマ（ミャンマー）語文法』（2007年、国際語学社）